# Antoni de Borbó
Antoni de Borbó o Antoni I de Navarra (La Fère, França, 22 d'abril de 1518 - Les Andelys, 17 de novembre de 1562) fou duc de Vendôme, rei de Navarra, comte de Foix i copríncep d'Andorra (1555-1562).

## Orígens familiars
Va néixer el 22 d'abril de 1518 al castell de La Fère (Picardia). Fill de Carles IV de Borbó i de Francesca d'Alençon. Els seus germans van ser Francesc, comte d'Enghien, Carles, cardenal de Borbó, i Lluís, príncep de Condé. Després del rei de França i dels seus fills era el primer príncep de sang, és a dir, el següent en la línia successòria al tron.

## Matrimoni
El 20 d'octubre de 1548, es casà a Moulins amb Joana III de Navarra, reina de Navarra i comtessa de Foix. Antoni va aportar els ducats de Vendôme i al castellania de La Fère al matrimoni. Van tenir els següents fills:
- l'infant Enric (1550-1552), duc de Beaumont[4]
- l'infant Enric (1553-1610), rei de Navarra i de França[4]
- l'infant Carles de Borbó (1554-1610), cardenal i arquebisbe de Rouen
- l'infant Lluís-Carles de Navarra (1555-1557), comte de Marles
- la infanta Magdalena de Navarra (1556)
- Caterina de Borbó (1559-1604), duquessa d'Albret, comtessa d'Armanyac i Rodés, casada el 1599 amb el duc Enric II de Lorena

## Rei de Navarra
El 1555 a la mort d'Enric II de Navarra, Joana d'Albret fou nomenada successora seva amb el nom de Joana III de Navarra. A partir d'aquest moment, Antoni va esdevenir rei titular de Navarra.com a rei de Navarra. Un regnat que realitzaren de manera conjunta fins a la mort prematura d'aquest.

### El problema religiós
Sense conviccions religioses veritables va canviar sovint de religió, alternant el catolicisme i el calvinisme. El 1560 la reina Joana va abjurar solemnement de la fe catòlica, abraçant el calvinisme, i per influència seva Antoni va fer el mateix.
El seu germà petit, Lluís I de Borbó, príncep de Condé, fou nomenat cap del partit protestant de França, per la qual cosa va passar a combatre al costat del rei de França. El 1561 Caterina de Mèdici, reina vídua i regent en nom del seu fill Carles IX de França, el nomenà tinent general.
Durant el setge de Rouen fou ferit el 3 de novembre de 1562, morint a Les Andelys (Normandia) el 17 de novembre del mateix any. La seva esposa continuà regnant a Navarra fins a la seva mort el 1572, any en què fou succeïda pel fill comú dels dos Enric III de Navarra.